# Azo-bojila
Azo-bojila (prema fr. azote: dušik) su organska sintetska bojila koja sadrže najmanje jednu azo-skupinu, –N=N–, vezanu na aromatsku jezgru, te jednu auksokromnu skupinu. Proizvode se diazotacijom nekoga aromatskog amina i vezanjem nastaloga diazonijeva spoja na neku aktivnu kopulacijsku (veznu) komponentu. Procesi diazotacije i kopulacije mogu se primijeniti na mnogo azo-spojeva koji sadrže amino-skupine ili slobodno mjesto za kopulaciju, a mogu se i nekoliko puta ponavljati, što vodi do velikog broja diazo-bojila i poliazo-bojila različite građe. Azo-bojila se uobičajeno dijele prema broju azo-skupina u molekuli, o čemu ovisi i njihova boja. Najbrojnija su skupina sintetskih organskih bojila, s najširom primjenom, ponajprije za bojenje vune i pamuka, ali i svile, kemijskih vlakana i prehrambenih namirnica (prehrambeni aditivi). Otprilike 70% svih bojila koja se koriste u tekstilnoj industriji po svom su sastavu azo-bojila.
Teorijski se azo-bojila izvode od azobenzena C6H5N=NC6H5 kao najjednostavnijeg aromatskog azo-spoja. On nastaje alkalnom redukcijom nitrobenzena i nema svojstvo bojila. No ako se na njemu nalaze supstituirane (zamijenjene) hidroksilne –OH, amino- NH2, sulfonske –SO3H, karboksilne -COOH ili sulfonamidne grupe, ili ako su benzenski prsteni izociklički ili heterociklički aromatski kondenzirani pa i supstituirani u tim sistemima s navedenim grupacijama, dobivaju se spojevi sa svojstvom bojila. Pretpostavlja se da su azo-bojila benzenoidnokinonoidno tautomerna s odgovarajućim hidrazonima kinona, odnosno njihovim derivatima. Prema upotrebi i vrsti materijala koji se boja imaju azo-bojila najširi raspon primjene. Za svako vlakno, sintetično ili prirodno, za otapala, kao pigmenti i tako dalje upotrebljavaju se odgovarajuća azo-bojila.

## Dobivanje
Azo-bojila se proizvode gotovo bez izuzetka sva na gotovo isti način: vodena otopina ili suspenzija nekog aromatskog amina miješa se s otopinom natrijeva nitrita i solne kiseline (diazotacija). Ovako dobiven diazonijev spoj se bez izolacije veže (kopulira) na neku aktivnu kopulacijsku komponentu. Kao aktivne kopulacijske komponente služe aromatski amini, fenoli, naftilamini, naftoli, aminofenoli, aminonaftoli, ketoni koji se mogu enolizirati (na primjer arilidi acetoctenog estera i derivati pirazolona), nadalje njihove sulfonske kiseline, sulfonamidi i karbonske kiseline. Jednostavni procesi diazotacije i kopulacije mogu se primijeniti i na čitav niz azo-spojeva koji sadrže amino-grupe ili slobodno mjesto za kopulaciju, pa se mogu i nekoliko puta ponavljati. Tako se može doći do vrlo velikog broja disazo- i poliazo-bojila različite građe. Azo-bojila su najbrojnija grupa bojila: u indeksu boje registrirano je više od 1900 zasebnih azo-bojila različite građe. 

## Označavanje azo-bojila
Za skraćeno označavanje strukture azo-bojila upotrebljavaju se ove kratice: 
- A - diazotirani arilamin, diazokomponenta;
- D - tetrazotirani diamin, tetrazokomponenta;
- E - kopulacijska komponenta kopulirana s jednom molekulom diazokomponente;
- M - aromatski amin koji nakon kopulacije s nekom diazokomponentom daje slobodnu amino-grupu pogodnu za daljnje diazotiranje;
- Z - kopulacijska komponenta kopulirana s dvije ili više molekula neke diazokomponente, ili s dvije ili više molekula različitih diazokomponenata;
- Z. X. Z— kopulacijska komponenta s dvije jezgre, koja se može kopulirati s dvije molekule neke diazo-komponente ili s po jednom molekulom dviju različitih diazokomponenata.

Strelicom se označuje da je neki amin od kojeg strelica polazi diazotiran i kopuliran s kopulacijskom komponentom prema kojoj strelica pokazuje. Brojevi navedeni uz strelice označuju redoslijed kopulacija. Reakcijski uslovi kopulacije označuju se kraticom "kis" za kopulaciju u kiselom mediju, kako obično kopulira većina amina, ili "alk" za kopulaciju u alkalnom mediju, kako se to provodi s fenolima, naftolima i spojevima s aktivnom metilenskom grupom.

## Podjela
Uobičajena je podjela azo-bojila prema broju azo-grupa u građi njihove molekule. Prema broju azo-grupa dijele se na: monoazo-bojila, disazo-bojila, trisazo-bojila, tetrakisazo-bojila i poliazo-bojila.

### Monoazo-bojila
Monoazo-bojila, koja imaju opću jednadžbu A → E mogu biti u vodi topljiva ili netopljiva. Ako komponente od kojih se bojilo priprema ne sadrže karboksilnih, sulfonskih ili sulfonamidnih grupa, dobivaju se bojila netopljiva u vodi. Takva monoazo-bojila spadaju među disperzijska bojila (na primjer 2-klor-4-nitranilin → N-etil-N-hidroksietilanilin, njem. Cellitonechtrubin B, C.I. 11115), pigmentna bojila (na primjer 4-klor-2-nitranilin o-klor-acetoacetanilid, Hansa žuta 10 G, C.I. 11710; 2-klor-4-nitranilin → β-naftol, njem. Permanentrot R, C.I. 12085; 2,5-dikloranilin → anilid β-hidroksinaftojeve kiseline, njem. Permanentrot FRR ex., C.I. 12310), ili bojila topljiva u organskim otapalima, uljima i mastima (na primjer anilin dimetilanilin, sudan žuta GG, C.I. 11020; o-anisidin → β-naftol, sudan crvens G, C.I. 12150). Samo neka od takvih monoazo-bojila su zbog prisutnosti hidroksilnih grupa u alkalnom mediju topljiva u vodi i upotrebljiva kao močilna bojila (na primjer p-aminofenol pirogalol, njem. Chromrotbraun 3 RD, C.I. 11965). Najveći dio u vodi topljivih monoazo-bojila pripada kiselim bojilima (primjeri: metanilna kiselina → difenilamin, metanil žuta, C.I. 13056; sulfanilna kiselina → β-naftol, narančasta II, C.I. 15510; smjesa naftionske i Laurentove kiseline → β-naftol, njem. Echtrot AV, C.I. 15620 i 15625; sulfanilna kiselina → 3-karboksi-l- (p-sulfofenil)-pirazolon, tartrazin O, C.I. 19140; 2,4-ksilidin → R-kiselina, Ponceau 2R, C.I. 16150; anilin → N-acetil-H-kiselina, njem. Amidonaphtholrot G, C.I. 18050; 5-nitro-o-anisidin → fenil-γ-kiselina, njem. Supraminbraun R, C.I. 17605). Nadalje čine močilna bojila i bojila za naknadno kromiranje velik dio topljivih monazo-bojila (primjeri su: p-nitranilin → salicilna kiselina, nje. Beizengelb 3R, C.I. 14030; 2-amino-4-nitrofenol 2,4-diaminobenzensulfonska kiselina, njem. Saureanthracenbraun RH ex., C.I. 13250; antranilna kiselina → R-kiselina, njem. Saurealizarinrot B, C.I. 16105).
Neka močilna monoazo-bojila mogu se vezati na bojani materijal iz kupelji koja sadrži istodobno i sredstvo za kromiranje, pa se na materijal fiksiraju kao kromni kompleksi. Primjer je 2-amino-3,4,6-triklorfenol → N-acetil-S-kiselina, C.I. 17940 (njem. Metachrombrillantblau BL).
Poseban raspon monoazo-bojila sadrži ona koja se mogu prevesti u topljiv kromni kompleks već u samom procesu proizvodnje bojila i primijeniti za bojanje bez prethodnog obrađivanja materijala metalnim solima, odnosno bez dodatka metalnih soli u kupelji za bojenje (metalokompleksna bojila). Takva bojila sadržavaju većinom po jedan atom kroma na svaku molekulu bojila (tip 1:1). Primjenjuju se kao kisela bojila. Primjeri su: 6-amino-4-nitrofenol-2-sulfonska kiselina → β-naftol, grijati s vodenom otopinom kromovog formijata, C. I. 15685 (njem. Palatinechtbraun BRRN), i 6-amino-4-klorfenol-2-sulfonska kiselina → l-fenil-3-metilpirazolon-5, grijati s vodenom otopinom kromovog formijata, C. I. 18736 (njem. Palatinechtrot RN). 
Novija grupa metalkompleksnih bojila ne sadržava slobodnih sulfo-grupa, a na jedan atom metala (kroma ili kobalta) vezane su po dvije molekule bojila (metalkompleksna bojila tipa 1:2). Ova bojila sadržavaju neionogene hidrofilne grupe, te su topljiva u vodi zbog prisutnosti alkilsulfonilnih, sulfamidnih ili acilamidnih supstituenata. Ona reagiraju s baznim skupinama bojanog materijala uz nastajanje kompleksnih soli. Zbog toga postignuta obojenja imaju vrlo dobre postojanosti. Obojenja na materijalu razlikuju se po tonu od obojenja koja se postižu bojanjem istog materijala matičnim monoazo-bojilima nakon prethodne obrade metalnim močilima ili naknadnom obradom obojenog materijala metalnim solima. Uzrok su tome razlike u konstituciji nastalog kompleksa supstrat-bojilo-metal. Primjeri metalkompleksnih bojila tipa 1:2 jesu: 2-amino-4-metilsulfonilfenol →  β-naftol, grijati s amonijskom soli kromsalicilne kiseline (njem. Irgalanbraunviolett DL); 4-metilaminosulfonil-2-aminofenol → p-kloracetoacetanilid, grijati s otopinom kobaltova(II) klorida (njem. Cibalangelb GRL). Na jedan atom metala mogu biti vezane po jedna molekula dvaju različitih bojila, kao na primjer u bojilu dobivenom reakcijama: 4-sulfonamido-2-aminofenol + 5-nitro-2-aminofenol → 1,7-acetilaminonaftol, grijati s otopinom amonijske soli kromsalicilne kiseline (njem. Cibalangrau 2GL). Metalkompleksna bojila tipa 1:2 upotrebljavaju se za bojanje životinjskih vlakana, baznih sintetičkih vlakana, plastičnih masa i eloksiranog aluminija.
Barijeve i kalcijeve soli nekih monoazo-bojila upotrebljavaju se kao pigmentni lakovi; na primjer: Tobias-kiselina → β-hidroksinaftojeva kiselina (Ca-sol), C.I. 15880 (njem. Litholbordeaux Toner R); Tobias-kiselina → β-naftol (njem. Litholrot RCKX - Ca-sol i Litholrot RBKX - Ba-sol; C.I. 15630); 6-amino-m-toluensulfonska kiselina → β-hidroksinaftojeva kiselina (Ca-sol), C.I. 15850 (njem. Litholrubin BK).
Obojenja u vodi netopljivim azo-bojilima mogu se izazvati i neposredno na vlaknu. Metoda dobivanja takvih obojenja sastoji se u ovom: vlakno se natopi alkalnom otopinom kopulacijske komponente (na primjer otopinom natrijeva β-naftolata) i zatim se provodi kroz zakiseljenu otopinu diazokomponente (na primjer diazotiranog p-nitranilina). Kako se postupci diazotacije i kopulacije provode obično na niskim temperaturama, nazivaju se ova bojila i ledenim bojilima (njem. Eisfarben, eng. ice colours). U navedenom slučaju nastaje monoazo-bojilo koje je kao paracrvenilo dugo imalo znatnu ulogu u bojanju i tisku tekstila zbog jasno škrletno-crvene nijanse, jeftinoće i postojanosti. Kombinacije dobivene od drugih diazotiranih amina nisu stekle takvu važnost.
Međutim, natrijev β-naftolat ima slabu supstantivnost prema pamuku, pa je znatan napredak značila upotreba anilida β-hidroksinaftojeve kiseline (C.I. 37505) umjesto β-naftola. Upotrebom tog spoja povećala se supstantivnost i dobio se veći broj jasnih i postojanih kombinacija. Anilid β-hidroksinaftojeve kiseline stavljen je na tržište pod imenom naftol AS, pa se tim imenom nazivaju često sva monoazo-bojila iz ove grupe koja se grade na vlaknu. Daljnji napredak bilo je uvođenje u upotrebu i ostalih arilida β-hidroksinaftojeve kiseline (na primjer naftol AS-BG, C.I. 37545 ili naftol AS-D, C.I. 37520), odnosno kopulacijskih komponenata tipa arilida acetoctene kiseline (na primjer naftol AS-G, C.I. 37610), za žuta i narančasta obojenja.
Pogodnim kombinacijama različitih baza s različitim naftol AS komponentama mogu se na vlaknu dobiti obojenja svih nijansi. Kao komponente za diazotaciju upotrebljavaju se različiti supstituirani aromatski amini benzenskog i difenilaminskog reda, a u trgovini se nazivaju postojanim bazama za boje (njem. Echtfarbbasen). Najbolje je zastupljena grupa crvenih, purpurnih, škrletnih, narančastih i žutih obojenja, slabije modrih, crnih i smeđih, a za otvoreno zeleno su tek u posljednje vrijeme uspjeli naći pogodnu kopulacijsku komponentu, naftol AS-FGGR, koji je ftalocijaninski derivat fenil-metilpirazolona. U pogonima za bojila je provedba diazotacije baza uzrokovala poteškoće, pa su zbog toga kasnije na tržište stavljene već gotove diazonijeve soli baza s dodanim sredstvima za stabilizaciju; prodaju se pod imenom postojanih soli za bojenje (njem. Echtfarbesalze). Od njih se najčešće upotrebljavaju: za crvena obojenja Echtrotsalz KB, za narančasta Echtorangesalz GC, za žuta Echtgelbsalz GC, za modra obojenja Echtblausalz B. 
Daljnje pojednostavnjenje predstavlja bojanje u jednoj kupelji upotrebom smjesa pogodnih naftola AS s derivatima diazotacijskih komponenata koji u vodenoj otopini ne kopuliraju nego reagiraju s naftolima AS tek nakon posebne obrade. Moguće je dakle izvesti bojenje vlakna u jednoj kupelji, a naknadnu obradu u posebnom aparatu. Ako su takve smjese priređene s antidiazotatima, nazivaju se te smjese rapidpostojanima (na primjer: Rapidechtrot FGH je smjesa antidiazotata Echtrot KB baze i Naphthola AS-D). Obojenja se razvijaju kiselom obradom u kupelji ili kiselim parenjem. Za modre do crne tonove upotrebljavaju se takozvani rapidazoli, koji su smjese naftola AS i diazosulfonata dobivenih od odabranih baza (na primjer: Rapidazolmarineblau RR se sastoji od diazosulfonata Variaminblau B i Naftola AS-D). Obojenja rapidazolima se razvijaju neutralnim parenjem, bez obrade kiselinama. I rapidpostojane smjese i rapidazol-smjese nisu osobito stalne prema utjecaju atmosferilija i vode, pa im stajanjem kvalitet slabi. Zbog toga su uvedene u upotrebu smjese naftola AS s pogodnim u vodi topljivim diazoamino-spojevima koji se izvode od postojanih baza, a inaktiviraju se vezanjem na neke aminokarbonske i aminosulfonske kiseline i njihove derivate (na primjer sarkozin CH3NHCH2-COOH, metiltaurin CH3NHCH2CH2S03H, sulfoantranilna kiselina H2NC6H3(S03H)(C00H)]. Dolaze u trgovinu pod imenom rapidogen (na primjer Rapidogenrot G je smjesa naftola AS-D s Echtrotsalz KB vezanim na N-metiltaurin). Nakon tiskanja se razvijaju kiselim parenjem, ili, ako se u pripremi tiskarske smjese mjesto natrijeva hidroksida upotrijebe hlapljive organske baze (neutralni razvijači), neutralnim parenjem. Poseban izbor takvih smjesa može se razvijati neutralnim parenjem bez ikakve prethodne obrade. Ti se produkti nazivaju rapidogen-N ili neutrogen. Pri razvijanju rapidogena dolazi do cijepanja diazo-aminogrupe pa se regeneriraju diazonijevi spojevi koji odmah kopuliraju.
Od mnogo su manjeg značenja acetatna bojila za razvijanje, koja se također pripremaju na vlaknu na način sličan radu s naftolima AS, no kako se kao diazotacijske komponente upotrebljavaju derivati aminobenzena, to zapravo nastaju na vlaknu disazo-bojila. Diazotacijske komponente mahom su disperzna monoazo-bojila (na primjer C.I. 11035: 2-klor-4-nitranilin → dimetilanilin, reducirati natrijevim sulfidom). Tehnički su iz te skupine značajna obojenja u mornarsko-modrim i crnim tonovima, na primjer: Cellitazol AZN dobiva se na vlaknu impregniranjem s C.I. 11035, diazotacijom na vlaknu i kopulacijom s β-hidroksinaftojevom kiselinom. Dobiveno obojenje je modrikastocrno.

### Disazo-bojila
Disazo-bojila zovu se ona azo-bojila koja sadrže u molekuli dvije azo-grupe. Prema slijedu reakcija i prema diazonijevim spojevima upotrijebljenima za njihovu pripravu dijele se na više grupa.

#### Primarna disazo-bojila A → Z ← A'
Primarna disazo-bojila opće formule A → Z ← A' dobivaju se uzastopnom kopulacijom dviju jednakih ili različitih diazonijskih komponenata s jednom kopulacijskom komponentom. Kako se samo mali broj intermedijera (koji je između) s jednom jezgrom može pogodno upotrijebiti kao dvostruka kopulacijska komponenta (Z), grupa ovih bojila je relativno mala. U vodi netopljiva bojila ove grupe jesu pigmentna bojila ili bojila topljiva u uljima i mastima. Bojila topljiva u vodi su većinom kisela i močilna bojila i ona su uglavnom zatvorenomodrih, zelenih, smeđih i crnih tonova; manji dio su direktna bojila. Primjeri su: p-nitranilin → H-kiselina ← anilin, C.I. 20470, (njem. Amidoschwarz 10 B ili Naphtholblauschwarz); 2-amino-4-nitrofenol → fenilendiamin ← Laurentova kiselina, C. I. 20110 (njem. Metachrombraun BC)

#### Primarna disazo-bojila E → D ←  E'
Primarna disazo-bojila opće formule E → D ← E' izvode se od aromatskih diamina. Kao diamin koji se može tetrazotirati (D) upotrebljava se u većini slučajeva benzidin ili drugi, supstituirani p,p'-diaminodifenilski spojevi. Ova je grupa bojila veoma velika i tržišno vrlo značajna. Ona bojila te grupe koja nisu topljiva u vodi (a tih je manji dio) upotrebljavaju se kao pigmenti, uglavnom u industriji gume i plastičnih masa, na primjer 3,3'-diklorbenzidin → o-acetoacettoluidid (2 mola), C.I. 21095 (njem. Vulcanechtgelb G).
U vodi topljiva disazo-bojila ove grupe kisela su, močilna ili direktna. Kisela i močilna imaju uglavnom dobre mokre postojanosti a u nijansi se kreću od zelenkastožute do modrikastocrvene. Primjeri su: 4,4'-cikloheksilidendi-o-anisidin → 4,6-dihidroksinaftalen-2-sulfonska kiselina (2 mola), C.I. 24810 (njem. Supranolbordeaux B); Schaefferova kiselina 2,6-diaminofenol-4-sulfonska kiselina → β-naftol, C.I. 21725 (njem. Saurealizarinschwarz SN). Direktna disazo-bojila formule E → D ← E' obuhvaćaju sve tonove, no najslabije su zastupani zeleni, smeđi i crni. Među njima su i neka metalokompleksna bojila visoke postojanosti na svjetlu, koja u molekuli sadrže bakar. 
Jedno od prvih direktnih azo-bojila koja su bila industrijski proizvedena jeste Kongo crvenilo (njem. Congorot), benzidin naftionska kiselina (2 mola), C.I. 22120. Ostali su važni predstavnici: Diaminbordeaux B, C.I. 22155, naftionska kiselina ← benzidin → γ-kiselina; Chrysamin, C.I. 22250, benzidin → salicilna kiselina (2 mola); Diaminechtrot F, C.I. 22310, salicilna kiselina ← benzidin → γ-kiselina; Diaminbraun M, C.I. 22311, salicilna kiselina ← benzidin → γ-kiselina; Diaminbraun B, C.I. 22345, salicilna kiselina ← benzidin → fenil-γ-kiselina; Benzoechtviolett R, C.I. 22555, I-kiselina ← benzidin → γ-kiselina; Diaminschwarz BH, C.I. 22590, H-kiselina ← benzidin → γ-kiselina; Benzoblau BB, C.I. 22610, benzidin → H-kiselina (2 mola); Chicagoblau B, C.I. 24380, o-dianisidin → S-kiselina (2 mola); Benzoreinblau, C.I. 24400, o-dianisidin → H-kiselina (2 mola); Chicagoblau 6B, C.I. 24410, o-dianisidin → Chicago-kiselina (2 mola); Chrysophenin, C.I. 24895, 4,4'-diamino-2,2/-stilbendisulfonska kiselina → fenol (2 mola); etilirati etilkloridom.
Neka od direktnih bojila ove grupe obrađuju se nakon bojanja na vlaknu, radi dobivanja boljih postojanosti i mogućeg podubljivanja nijanse, bilo tako da se kopuliraju s diazotiranim aminima (na primjer: m-fenilendiaminsulfonska kiselina ← 3,3'-diaminokarbanilid → rezorcinol, Parabraun GK, C.I. 25265), bilo tako da se na vlaknu diazotiraju i zatim kopuliraju s alkalnim otopinama β-naftola ili drugih naftolata (na primjer: salicilna kiselina ← 4,4/-diaminobenzanilid → N-p-aminobenzoil-I-kiselina, Diazobrillantscharlach 5 BLN ex., C.I. 25210).
Obrada bakarnim sulfatom daje postojan metalkompleks s ovakvim bojilima: L-kiselina ← benzidin-3,3 '-dikarbonska kiselina → fenil-I-kiselina, Benzoechtkupferviolett BBL, C.I. 22780; benzidin-3,3'-diglikolna kiselina → N-p-anisil-I-kiselina (2 mola), Benzoechtkupferblau FBL, C.I. 24555; N-(2,4-dimetoksifenil)-I-kiselina ← benzidin-3,3'-diglikolna kiselina → N-benzoil-I-kiselina, Benzoechtkupfermarineblau BL, C.I. 24560; benzidin-3,3'-diglikolna kiselina → l-fenil-3-metil-5-iminopirazolin-2 (2 mola), Benzoechtkupferrot GGL, C.I. 24565.

#### Sekundarna disazo-bojila
Sekundarna disazo-bojila opće su formule A → M → E. Od njih je tek malen dio netopljiv u vodi, a to su onda disperzijska ili u uljima topljiva bojila (na primjer: aminoazobenzen → N-etil-β-naftilamin, Sudanrot 7 B, C.I. 26050; aminoazobenzen → o-krezol, Cellitonechtgelb 5R, C.I. 26090). Jedan dio u vodi topljivih sekundarnih disazo-bojila pripada grupi kiselih bojila relativno visokih mokrih postojanosti, kojima se nijanse kreću od škrletne do mornarskomodre i crne. Od naročitog su značenja modra i crna kisela bojila. Primjeri su: l-naftilamin-3,6-disulfonska (i 3,7-disulfonska) kiselina → 1-naftilamin → 1-naftilamin, Napthylaminschwarz D, C.I. 26300; metanilna kiselina → 1-naftilamin → N-fenil-peri-kiselina, Sulphoncyanin 5R ex., C.I. 26360; Laurentova kiselina → 1 naftilamin → N-tolil-peri-kiselina; Sulphoncyaninschwarz 8B, C.I. 26405 ;4-aminodifenilamin-3-sulfonska kiselina → 1-naftilamin → Schaefferova kiselina, Nerol VL, C.I. 27070; aminoazobenzen → G-kiselina, Brillantcrocein MOO, C.I. 27290. Među bojilima ove grupe nalaze se i neka s močilnim svojstvima. Od direktnih bojila ove grupe važni su: 5-aminosalicilna kiselina → 1-naftilamin → γ-kiselina, Siriusschwarz L, C.I. 27720; sulfanilna kiselina → krezidin → N-fenil-I-kiselina, Brillantbenzoviolett B, C.I. 27885; 4-aminoazobenzen-4'-sulfonska kiselina → benzoil-I-kiselina, Siriusrot 4B, C.I. 28160; 4-amino-3-difenilsulfonska kiselina → 2-etoksi-Cleve-kiselina → N-benzoil-H-kiselina, Brillantbenzoechtgriin, C.I. 28470.

#### Disazo-bojila A → Z. X. Z ← A'
Disazo-bojila opće formule A → Z. X. Z ← A' su bojila relativno male grupe i pripremaju se ili obradom nekog aminoazo-spoja fozgenom ili tako da se kao dvostruko kopulirajuće komponente upotrijebe disupstituirani karbamidi dobiveni djelovanjem fozgena na aminonaftolske derivate. Nekoliko se bojila izvodi od 6,6'-iminobis-l-naftol-3-sulfonske kiseline (di-I-kiseline). Gotovo sva bojila ove grupe su direktna bojila, većinom žutih do crvenih obojenja, uz nekoliko smeđih i ljubičastih. Primjeri su: m-aminobenzojeva kiselina → o-anisidinometansulfonska kiselina, hidrolizirati metansulfonsku grupu i fozgenirati, Siriusgelb G, C.I. 29035; anilin (2 mola) karbamido-I-kiselina, Benzoechtorange S, C.I. 29150; anilin → karbamido-I-kiselina ← N-acetil-p-fenilendiamin, Benzoechtscharlach 4BS, C.I. 29160; [l-amino-6-nitro-2-naftol-4-sulfonska kiselina → l-(p-aminofenil) -3-metilpirazolon-5, fozgenirati], Benzoechtkupferrot RL, C.I. 29290.

### Trisazo-bojila
Trisazo-bojila su bojila koja sadrže tri —N=N— grupe. 

#### Trisazo-bojila E ← D → Z ← A
Bojila opće kemijske formule E ← D → Z ← A izvode se većim dijelom od benzidina i drugih, supstituiranih 4,4/-diaminodifenila kao dvostruke diazotacijske komponente D. Osim nekoliko bojila koja se upotrebljavaju samo za kožu, sva su bojila ove grupe direktna bojila. I neka direktna bojila ove grupe mnogo se upotrebljavaju za kožu. Nijanse su većim dijelom smeđe i crne ili tamnozelene i tamnomodre. Pripremaju se kopulacijom nekog tetrazotiranog diamina s po jednom jednostavnom i jednom dvostrukom kopulacijskom komponentom; na tako nastali disazo-spoj kopulira se još jedna diazonijska komponenta. Primjeri su: salicilna kiselina ← benzidin → [m-fenilendiamin ← sulfanilna kiselina], njem. Benzobraun D3G, C.I. 30045; salicilna kiselina benzidin [bakarna kompleksna sol monoazo-spoja 2-amino-fenol-4-sulfonska kiselina → rezorcin], njem. Siriuslichtbraun BRS, C.I. 30145; najznačajniji predstavnici direktnih azo-bojila i po proizvedenim količinama najvažniji pojedinačni produkti na području bojila pripadaju također ovoj grupi: m-fenilendiamin ← benzidin → H-kiselina → anilin, njem. Direkttiefschwarz E, C.I. 30235, i analogni produkt u kojem je m-fenilendiamin zamijenjen m-toluilendiaminom, njem. Direkttiefschwarz RW ex., C.I. 30245; važna su i zelena bojila ove skupine, na primjer fenol ← benzidin → [H-kiselina ← p-nitranilin], njem. Diamingriin B, C.I. 30295.

#### Trisazo-bojila E1← D → M → E2
Bojila opće formule E1 ← D → M → E2 nastaju tako da se tetrazotirani diamin kopulira s jednom jednostavnom kopulacijskom komponentom i jednim primamim aminom u intermedijarno disazo-bojilo, koje se zatim diazotira i kopulira s jednom završnom komponentom. Većina bojila ove grupe su direktna, a vrijedi za njih ono što je rečeno za bojila prethodne grupe. Najvažnija su od njih: N-(5 -amino-0-tolilglicin ← [p-aminoacetanilid → γ-kiselina, hidrolizirati acetilnu grupu] → m-toluilendiamin, njem. Plutoschwarz BS, C.I. 31545; salicilna kiselina ← benzidin → Cleve-1,7-kiselina → Cleve-l,6-kiselina, njem. Benzochrombraun B, C. I. 31725.

#### Trisazo-bojila A → M → M1→ E
Bojila općeg tipa A → M → M1 → E dobivaju se ako se neki aminoazo-spoj diazotira, kopulira s primarnim aminom i tako nastali amino-disazo-intermedijar diazotira i kopulira sa završnom komponentom. Bojila ove grupe su mahom direktna, većinom velikog afiniteta za celulozna vlakna i dobrih postojanosti na svjetlosti. Za razliku od bojila prethodnih dviju grupa trisazo-bojila, ova bojila daju obojenja modrih do sivih nijansa, i to živahnih i čistih tonova. Važni predstavnici su: C-kiselina (3-amino-l,5-naftalendisulfonska kiselina) → α-naftilamin → Cleve-l,7-kiselina → I-kiselina, njem. Siriuslichtblau BRR, C.I. 34140; anilin-2,5-disulfonska kiselina → Cleve-l,7-kiselina → α-naftilamin → N-fenil-I-kiselina, njem. Siriuslichtblau G, C.I. 34200; 2-aminonaftalen-8-sulfonska kiselina → 3,5-ksilidin → 2-etoksi-Cleve-l,6 kiselina → N-acetil-H-kiselina, njem. Siriuslichtgriin BB, C.I. 34270.
Predstavnici ostalih grupa trisazo-bojila nisu stekli neku veću važnost kao bojila.

### Poliazo-bojila
Tetrakisazo-bojila i viša poliazo-bojila mogu se rijetko smatrati pojedinačnim proizvodima, nego u većini predstavljaju smjese. Uglavnom su to direktna bojila, pored nekoliko bojila za kožu. Nijanse njihovih obojenja ograničene su na tamnosmeđe i crno. Pripremaju se najvećim dijelom iz tetrazotiranih diamina po načelima sličnima onima koji su izloženi za trisazo-bojila. Primjeri su: 4,4/-diaminodifenilamin-2-sulfonska kiselina → γ-kiselina (2 mola) → m-fenileridiamin (2 mola), njem. Cotonerol A, C.I. 35435; [salicilna kiselina ← benzidin → Cleve-1,6 ( i 1,7)-kiselina] (2 mola) → [fenol (2 mola) ← l,5-diaminonaftalen-3,7-disulfokiselina], njem. Diaminkatechin 3G, C.I. 36300.

## Azo-pigmenti
Zahvaljujući mogućnosti velikog izbora sirovina, jednostavnosti i podatljivosti proizvodnog procesa i niskoj cijeni, azo-pigmenti su danas od svih vrsta spojeva koji se upotrebljavaju kao pigmenti vjerojatno na tržištu najzastupljeniji i primjenjuju se praktički u svim područjima upotrebe pigmenata. Proizvode se s vrlo različitim fizikalnim i kemijskim svojstvima i u mnogim bojama i nijansama, među kojima pretežu žuti, narančasti, smeđi i crveni tonovi, dok azo-pigmenti plavih i zelenih tonova nisu tehnički važni. 
Azo-pigmenti sadrže u svojoj molekuli jednu ili više kromofornih azo grupa -N=N- na koje su s obje strane vezane različite arilne ili heteroarilne grupe. Za razliku od topljivih azo-bojila, azo-pigmenti ne smiju kao supstituente sadržavati takve grupe (na primjer sulfo grupa -SO3H, ili karboksilnu grupu -COOH) koje bi ih činile topljivima u vodi ili u drugim otapalima. S obzirom na broj azo grupa u molekuli razlikuju se monoazo pigmenti i disazo pigmenti, dok azo spojevi s više azo grupa nisu kao pigmenti tehnički zanimljivi. 
Azo-pigmenti sintetiziraju se poznatim reakcijama diazotiranja i kopiliranja. Polazi se od primarnih aromatskih amina, što mogu biti različiti supstituirani anilini, diamini, policiklički i heterociklički amini. Primarni aromatski amin RNH2, otapa se ili suspendira u anorganskoj kiselini (kloridnoj ili sulfatnoj) i djelovanjem natrijevog nitrita (diazotiranjem) prevodi se u diazonijevu sol:
{\displaystyle \mathrm {RNH_{2}\,+\,NaNO_{2}\,+\,2\,HA\rightarrow R-N=N^{+}A^{-}\,+\,NaA\,+\,2\,H_{2}O} }
gdje je: R - supstituirana arilna grupa, A - već prema upotrijebljenoj kiselini Cl ili HSO4. Diazonijeva se sol ne izolira, već se izravno veže (kopulira) s kopulacijskom komponentom R'H:
{\displaystyle \mathrm {R-N=N^{+}A^{-}\,+\,R'H\rightarrow R-N=N^{-}R'\,+\,HA} }
Kao kopulacijske komponente služe prikladni aromatski spojevi, među kojima su najvažnije dvije grupe. Prvu čine 2-naftol i njegovi derivati (naftolni pigmenti), a drugu anilidi acetoctene kiseline. Osim toga, upotrebljavaju se i neki heterociklički spojevi (na primjer derivati pirazolona).

## Otrovnost azo-bojila
Azo-bojila u čistom obliku rijetko su otrovna (toksična), osim nekih koja sadrže slobodne amino skupine, međutim redukcijom ovih bojila dolazi do cijepanja kemijskih veza što dovodi do stvaranja aromatskih amina koji su se pokazali ekološki neprihvatljivim. Primjena te vrste bojila je zabranjena. 
Azo veza često je najslabiji dio molekule azo-bojila i vrlo lako može doći do enzimskog raspada u organizmima sisavaca. U organizmu dolazi do redukcije azo-bojila zbog bakterija koje se u nalaze probavnom traktu, ali i drugi organi kao što su jetra, bubrezi, pluća, srce mozak mogu reducirati azo bojila i stvarati kancerogene aromatske amine. Produkti redukcije apsorbiraju se u crijevima i vežu za DNA što uzrokuje mutacije i stvaranje tumora. Izloženost aromatskim aminima može uzrokovati oksidaciju željeza hemoglobina Fe2+ u Fe3+ što blokira vezanje kisika i rezultira slabošću i vrtoglavicom. Godine 1980. međunarodna istraživačka agencija za tumore (eng. International Agency for Research on Cancer ili IARC) napravila je popis sumnjivih azo-bojila, uglavnom amino supstituiranih bojila, bojila ne topljivih u vodi, ali i nekoliko sumpornih azo-bojila čija je primjena zabranjena ili ograničena. Kancerogenost aromatskih amina znatno se mijenja ovisno o njihovoj strukturi. Aromatski amini koji se sastoje od 2 ili više aromatska prstena imaju veliki potencijal kancerogenosti. Ne konjugirani prsteni mogu također biti kancerogeni, ali vjerojatnost je manja.

## Poveznice
- Naftoli